# ميل روجاس
ميل روجاس هو لاعب كرة قاعدة دومينيكاني، ولد في 10 ديسمبر 1966 في باجوس دي هاينا في جمهورية الدومينيكان.

## وصلات خارجية
- ميل روجاس على موقع دوري كرة القاعدة الرئيسي (الإنجليزية)
- ميل روجاس على موقعبيزبول رفرنس.كوم (الدوري الرئيسي) (الإنجليزية)
- ميل روجاس على موقعبيزبول رفرنس.كوم (الدوري الثانوي) (الإنجليزية)
- ميل روجاس على موقع إي إس بي إن.كوم (أم.أل.بي) (الإنجليزية)
- ميل روجاس على موقع مشجعي الرسوم البيانية (الإنجليزية)